# Марія Доротея Австрійська
Марія Доротея Амалія Австрійська (нім. Maria Dorothea Amalie von Österreich), ( 14 червня 1867 — 6 квітня 1932) — уроджена ерцгерцогиня Австрійська з династії Габсбургів, принцеса Богемії та Угорщини, донька ерцгерцога Австрійського Йозефа Карла та саксонської принцеси Клотильди, дружина претендента на французький трон за версією орлеаністів та легітимістів Філіпа VIII. Більшу частину життя провела в маєтку Альчут в Угорщині.

## Біографія

### Ранні роки
Народилась 14 червня 1867 року в маєтку Альчут за три місяці після проголошення Австро-Угорської імперії. Була другою дитиною та другою донькою в родині ерцгерцога Австрійського Йозефа Карла та його дружини Клотильди Саксен-Кобург-Готської. Мала трьох молодших сестер та двох братів. Старша сестра Єлизавета Клементина померла немовлям до її народження.

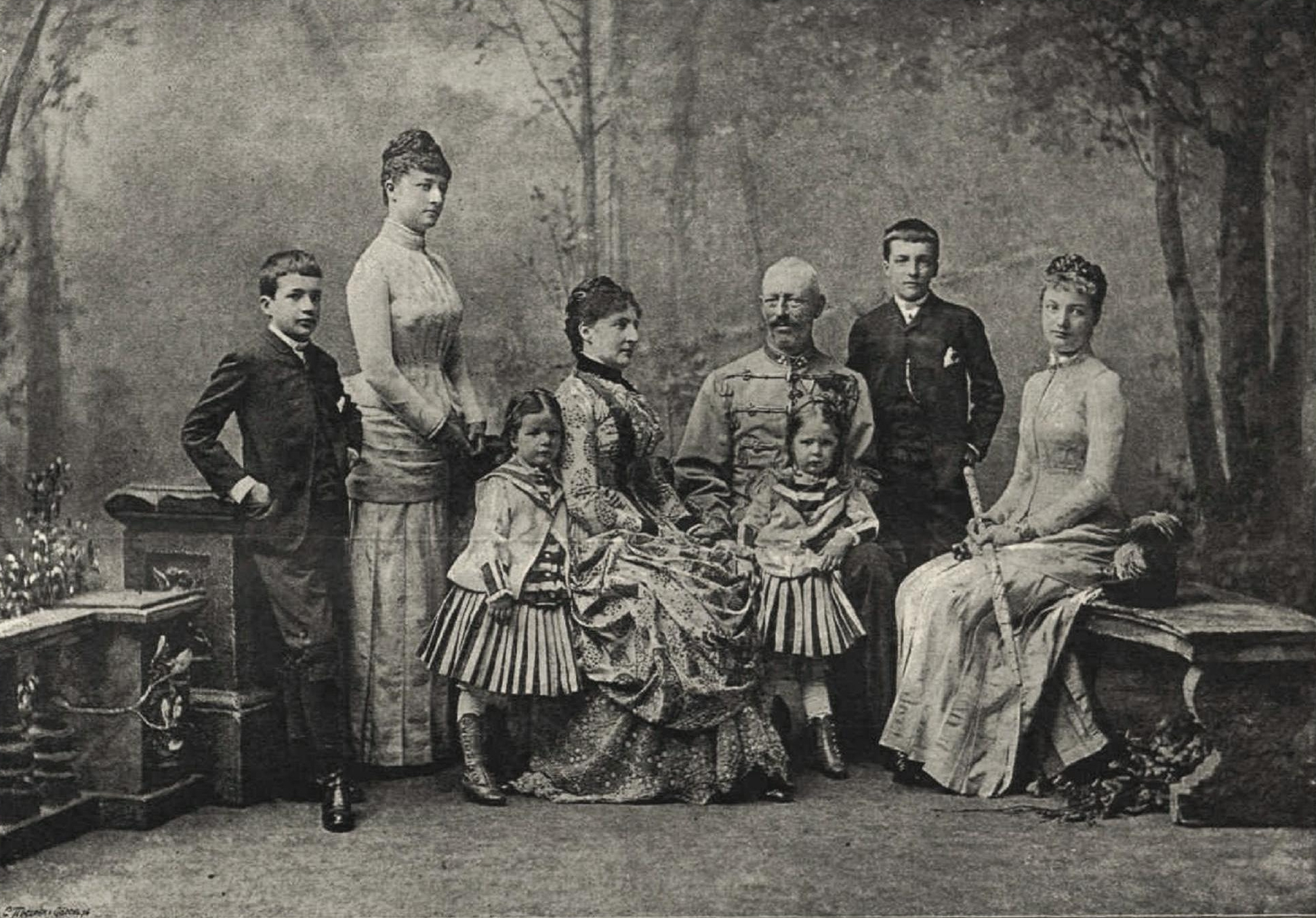
Марія Доротея у колі родини, 1887

Батько був молодшим сином палатина Йозефа Антона. Політичних амбіцій не мав, хоча користувався великою популярністю в Угорщині через прихильність місцевим традиціям. Наступного року після народження Марії Доротеї він став головнокомандуючим новоствореної угорської армії. Займалася родина переважно благодійністю і комерцією та мала великі статки.
Мешкало сімейство в палаці Альчут в однойменному селі в Угорщині. Володіли також островом Маргарити на Дунаї. На початку 1880-х років придбали віллу в Фіуме, де створили розкішний середземноморський сад. Будинок отримав назву вілла Джузеппе та став їхньою зимовою резиденцією на тривалі роки.
Розпорядок дня дітей був детально розписаний. Вставала вся родина дуже рано, лягали о пів на дев'яту вечора. Обов'язковими були прогулянки на свіжому повітрі та заняття музикою після обіду. Навчальну програму визначали батьки. Виховувалася малеча в угорському дусі. Гувернанткою дівчаток була Марія Хольдхази.
Марія Доротея вважалася прикладом добре освіченої принцеси. Розмовляла німецькою, угорською, французькою, італійською та англійською мовами. Окрім цього, трохи розуміла хорватську, російську та латину. Цікавилася мистецтвом, особливо музикою та живописом. Останній їй викладав придворний художник Дьордь Вастаґ. В Фіуме вона часто здійснювала прогулянки на яхті «Делі» та, інколи, мала змогу попрактикуватися в морській справі.
У 1885 році відбувся перший офіційний захід ерцгерцогині. Вона взяла під свій патронаж створену асоціацію допомоги вчителям та поширенню освіти серед жінок, яка отримала назву Асоціація Марії Доротеї. Також вона підтримувала її фінансово та залучала спонсорів. Зусиллями асоціації в Будапешті був збудований Будинок вчителів для бідних та неспроможних працювати вчителів.
Влітку 1889 року організувала невелику дитячу освітню виставку, на якій були представлені предмети для догляду та виховання дітей, а висококваліфіковані фахівці читали лекції.
У 1890 році молодша сестра Марії Доротеї, Маргарита Клементина, з якою вона була дуже близька, одружилася з князем Турн-унд-Таксіс. У 1893 році брат Йозеф Август узяв шлюб із онукою австрійського імператора Августою Марією. Сама Марія Доротея, яка була глибоко релігійною, після смерті брата Ласло восени 1875, мала намір піти у монастир.

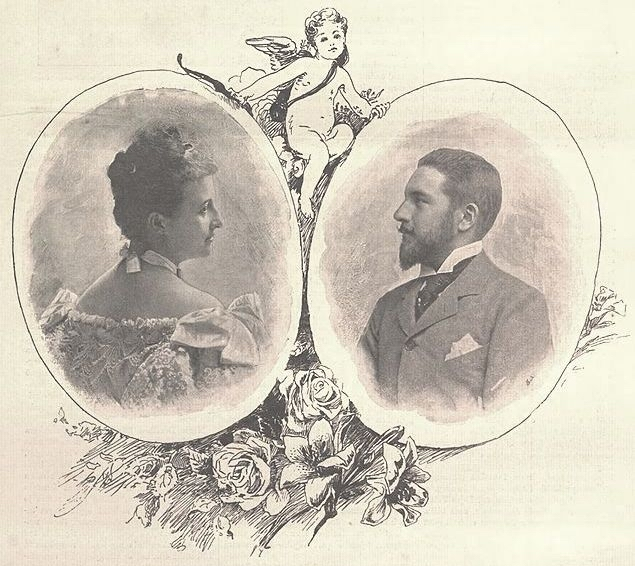
Із чоловіком, 1896

Однак, у 1896 році був організований її шлюб з претендентом на французький трон за версією орлеаністів та легітімістів Філіпом VIII. Наречений за два роки перед цим успадкував права на володіння троном від свого батька, Луї-Філіпа Орлеанського, та підшукував наречену, відповідну своєму статусу. Однак жоден з європейських монархів не погоджувався віддати за нього доньку, не бажаючи псувати відносини з Французькою Республікою, президентом якої в той час був Фелікс Фор. Кандидатуру Марії Доротеї запропонувала її бабуся Клементина Орлеанська, яка мешкала в Болгарії та була відома своїм розумінням політики. Вона наголошувала на тому, що Австрія вже є супротивником Франції, увійшовши в союз з Німеччиною.

### Шлюб
Весілля 29-річної Марії Доротеї з 27-річним герцогом Орлеанським відбулося 5 листопада 1896 року у Відні. Наречений також був вельми багатим. Пауліна де Брольї в своїх мемуарах писала, що шлюб дуже хвилював французьких легітимістів, а вся французька аристократія сподівалася отримати запрошення на церемонію. Вона змальовувала ерцгерцогиню як «жінку, що не була ані молодою, ані симпатичною, ані люб'язною, ані усміхненою, а її погано підібраний союз з Філіпом Орлеанським не обіцяв нічого доброго». На вінчанні були присутніми лише члени родин пари. Після весільної вечері молодята потягом відбули в Альчут.
Пара багато подорожували на яхті «Маруся» Середземномор'ям, часто бували у своєму палаццо в Палермо на Сицилії. Там їх навідувало багато шановних гостей, між якими були і кайзер Вільгельм II з дружиною.

### Повернення до Угорщини

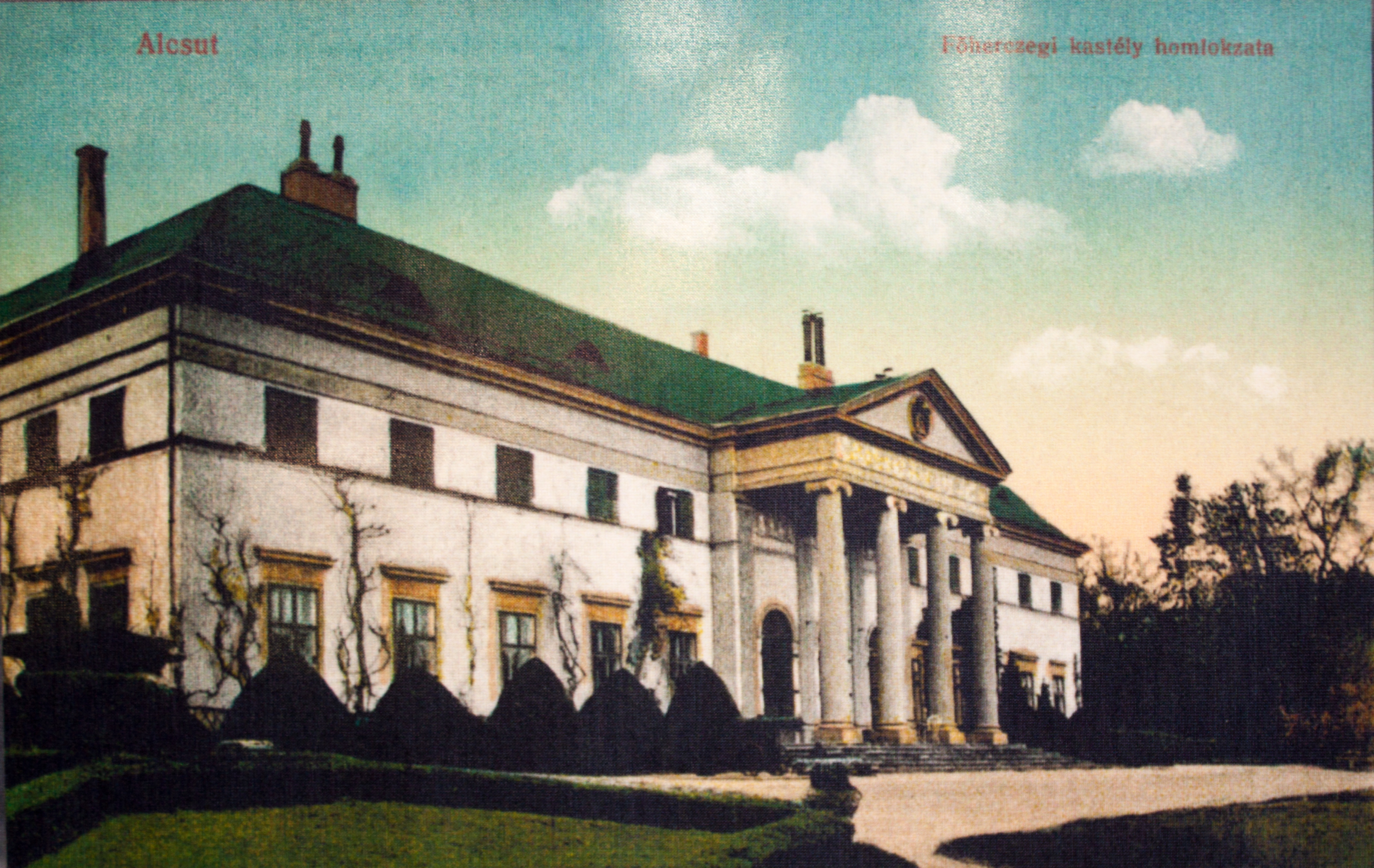
Маєток Альчут на поштівці початку XX століття

За кілька років відсутність спадкоємця призвела до погіршення стосунків між подружжям. Філіп Орлеанський, як часто робив у молодості, від 1904 року знову почав здійснювати тривалі морські подорожі. Марія Доротея відтоді все більше часу проводила в батьківському маєтку Альчут.
У 1914 році герцог Орлеанський, придбавши маєток Анжу у Волюве-Сен-П'єрі поблизу Брюсселя, намагався примиритися з дружиною та запропонував їй оселитися разом у Бельгії. Марія Доротея категорично відмовилася від цієї пропозиції. Невдовзі почалася Перша світова війна. Ерцгерцогиня вирішила залишитися в рідному місті, хоча Австро-Угорщина перебувала у стані війни з Францією, королевою якої вона вважалася. Чоловік ніколи не пробачив їй цього вчинку.
У 1916 році родина була змушена продати віллу в Фіуме. По закінченні Першої світової, у листопаді 1918 року, Австро-Угорщина розпалася та була проголошена Угорська Демократична Республіка, яку змінила недовготривала Угорська Радянська Республіка. Від 1920 року Угорщина знову стала королівством, яке очолив Міклош Горті.
Філіп Орлеанський помер від пневмонії у березні 1926 року на Сицилії. Наступного літа не стало матері Марії Доротеї. Сама вона пішла з життя 6 квітня 1932 в Альчуті. Похована у крипті Будайської фортеці в Будапешті.

## Нагороди
- Орден Королеви Марії Луїзи № 986 (Іспанія).

## Титули
- 14 червня 1867—5 листопада 1896 — Її Імператорська та Королівська Високість Ерцгерцогиня Марія Доротея Австрійська, Принцеса Угорщини та Богемії;
- 5 листопада 1896—28 березня 1926 — Її Імператорська та Королівська Високість Герцогиня Орлеанська;
- 28 березня 1926—6 квітня 1932 — Її Імператорська та Королівська Високість Герцогиня Орлеанська-Вдова.